# 織田信和
織田 信和 / 島 信和（おだ のぶかず / しま のぶかず、生没年不詳）は、安土桃山時代（戦国時代）ごろの武将。通称は又左衛門。羽柴秀一に家老として仕えた。越前国勝山城主とされるが、詳しいことは分かっていない。

## 略歴
織田信和は、戦国時代ごろに織田信正の嫡男として生まれた。織田又左衛門を名乗った。初めは父の従兄弟である織田信長に仕えていたとされ、織田家一門としての扱いを受けていた。
はじめ簗田広正の家臣となり、弟の一正は簗田綱政（簗田政綱の誤記か）の養子となった。後に佐久間信盛の与力に転じ、その追放後は織田信長の直臣をなった。
天正10年6月2日（1582年6月21日）早朝、本能寺にて織田信長が討たれる（本能寺の変）と、父の信正は剃髪して元貞と名乗り、信和は羽柴秀吉の家臣となった。
後に羽柴秀一（長谷川秀一）に家老として召し出され、仕えた。
天正20年（1592年）、豊臣秀吉による朝鮮への出兵命令に従い、嫡子の織田信直を連れて、羽柴秀一軍の一員として朝鮮に出陣する（文禄の役）。しかし、嫡子の信直は朝鮮で病死し、信和も朝鮮軍との戦いで戦死した。
信和の家督は、養子であり甥である織田信由が継いだが、信由は島原の乱で戦死したため、次男の織田重成が家督を継ぎ、重成流織田家の初代となって阿波徳島藩に仕えた。
信和の子孫が書いた系図によると、平氏を自称していたとされる。

## 系譜
- 曾祖父：織田弾正忠信定
- 祖父：織田與次郎信康
- 父：織田掃部頭信正
- 母：不詳
- 妻：不詳
  - 嫡男：織田富之助信直
  - 養子：織田又左衛門信由
  - 長女：伊崎宗悟某室
  - 次女：伊藤権兵衛某室
  - 次男：織田角右衛門重成